# Municipio Empalme
Koordinaten: 27° 55′ N, 110° 48′ W
Das Municipio Empalme ist eine Verwaltungseinheit im mexikanischen Bundesstaat Sonora. Hauptort ist das gleichnamige Empalme. Das Municipio bedeckt eine Fläche von 594 km², seine Einwohnerzahl belief sich beim Zensus 2010 auf 54.139 Einwohner.

## Geographie
Das Municipio Empalme liegt auf Höhen bis zu 300 m in der physiographischen Provinzen des Flachlandes von Sonora im Einzugsgebiet des Río Mátape. Es dominieren Alluvialböden, vorherrschender Bodentyp ist der Vertisol. Mehr als die Hälfte der Gemeindefläche wird von Gestrüpplandschaft eingenommen, knapp ein Viertel dient der Landwirtschaft.
Empalme grenzt an das Municipio Guaymas sowie an den Golf von Kalifornien.

## Geschichte
Die Gegend des heutigen Bezirkes wurde früher von den Yaquis bewohnt. Der Ort Empalme wurde am 15. September 1905 gegründet und von Guaymas aus verwaltet, die Gründung des Municipios folgte 1937. Erster Regierungschef war C. Miguel Luján Twig, der bis 1940 Regierungschef war. Zwischen 1940 und 1953 war Empalme erneut ins Municipio Guaymas integriert.

## Orte und Bevölkerung
Laut Zensus 2010 umfasst das Municipio 982 bewohnte localidades, davon wurden acht als urban klassifiziert. Drei Orte hatten über 10.000, weitere vierzehn zumindest 1000 Einwohner. Die größten Orte sind:
| Ort                        | Einwohner |
| Empalme                    | 42.516    |
| José María Morelos y Pavón | 02.098    |
| Santa María de Guaymas     | 01.469    |
| Mi Patria es Primero       | 01.455    |
| La Palma                   | 01.160    |
| Antonio Rosales            | 01.006    |

Von den 2010 gezählten 54.131 Einwohnern waren 27.135 Frauen; die Gesamtbevölkerung lebte in insgesamt 14.297 bewohnten Wohneinheiten. 390 Personen über 5 Jahren waren Sprecher indigener Sprachen. 2.871 Personen lebten in extremer Armut.